# Lionel av Antwerpen
Lionel av Antwerpen, hertig av Clarence, född 29 november 1338 i Antwerpen, död 7 oktober 1368 i Alba, var Edvard III av England och Filippa av Hainaults andre son. Han uppkallas efter sin födelsestad Antwerpen. 
Han gifte sig 1352 med Elizabeth, arvtagare till Ulster, men fick redan innan dess hennes stora irländska egendomar och titeln earl av Ulster.
Lionel var sin fars representant i England 1345 och 1346, och 1355 följde han med till Frankrike, men han koncentrerade sig huvudsakligen på Irlands politiska affärer. 
Han utsågs som guvernör där och landsteg i Dublin 1361, och i november följande år blev han hertig av Clarence, medan hans far försökte säkra den skotska kronan å hans vägnar. Hans ansträngningar att styra över Irland misslyckades, och efter ett parlament i Kilkenny, där det hyllade Statute of Kilkenny genomfördes 1367, lämnade han uppgiften i avsky och återvände till England. 
Lionels hustru dog i Dublin 1363 efter att ha fött en dotter, Filippa (f. 1355, d. 1378 el. 1382), vars ättlingar en dag skulle göra anspråk på Englands tron som huset York. Ett andra äktenskap arrangerades för Lionel med Yolande eller Violante, dotter till Galeazzo Visconti, lord av Pavia (d. 1378); den enorma hemgift som Galeazzo utlovade överdrevs enligt den tidens rykten. Han reste för att hämta sin brud och mottogs storslaget i både Frankrike och Italien och gifte sig med Violante i Milano i juni 1368. Efter några månaders festligheter blev Lionel sjuk i Alba och dog.
Hans enda barn, Filippa, gifte sig 1368 med Edmund Mortimer (1351–1381), och genom denna förening blev Lionel förfader till Edvard IV. 
Poeten Chaucer var under en tid page i Lionels hushåll.